# Dizoniopsis apexclarus
Dizoniopsis apexclarus là một loài ốc biển, động vật chân bụng trong họ Cerithiopsidae. Nó được Rolán mô tả năm 2007.